# Dedemsvaart (kanaal)
De Dedemsvaart (Nedersaksisch: Dedemsvoart) is een kanaal tussen Hasselt en de Overijsselse Vecht bij Gramsbergen. Dit kanaal is vernoemd naar Baron Van Dedem die het 40 kilometer lange kanaal liet graven voor het vervoer van turf.
Het idee om de uitgestrekte venen ten oosten van Hasselt te ontginnen kwam van mr. Gerrit Willem van Marle. De steden Zwolle, Kampen en Deventer verzetten zich hiertegen, omdat ze schade voor hun handelsposities vreesden. Door de tegenwerking slaagde Van Marle niet in zijn plan.
Zijn schoonzoon Willem Jan, baron van Dedem tot Den Berg zette na de dood van zijn schoonvader het plan door en op 9 juli 1809 begon het graven van het kanaal de Dedemsvaart. In 1811 lag er al een kanaal tot Balkbrug.
In de beginjaren bracht het kanaal slechts geringe opbrengsten op.  Na het mislukte plan om het kanaal in een nv over te zetten werd het verkocht aan het Rijk, dat het overnam op 1 januari 1826. Na een paar jaar slaagde Van Dedem er toch weer in het project in handen te krijgen. Het kanaal nam langzaam in lengte toe, maar de financiële problemen waren in 1845 zo groot geworden dat het project overging in handen van de provincie Overijssel. Het kanaal bleef tot aan sluiting in beheer bij de provincie.
In 1854 werd de Vecht bij Ane bereikt, waardoor de Dedemsvaart een kortere vaarverbinding vormde dan deze rivier tussen Gramsbergen en Hasselt. Het kanaal had in totaal acht sluizen en diverse zijtakken, waarvan de Lutterhoofdwijk in Lutten aftakte en naar Coevorden liep. Rond de sluizen en bruggen ontstonden diverse dorpen en gehuchten. Ten westen van het dorp Dedemsvaart splitste het kanaal zich in een noordelijke tak Lange Wijk en een zuidelijke tak Hoofdvaart. Ten oosten van het dorp kwamen beide takken weer bij elkaar.
Langs de oevers was er ook het nodige verkeer. Zo volgde de tramweg van de Dedemsvaartsche Stoomtramweg-Maatschappij het kanaal tussen De Lichtmis en Lutten.
Vanwege deze vervoersmogelijkheid ontstonden er diverse bedrijven aan dit kanaal, waaronder - in 1904 - de Union Rijwielfabriek te Den Hulst (Nieuwleusen).
Van de 3 scheepswerven die in Dedemsvaart werden gesticht is Scheepswerf Peters de bekendste. Deze werf werd opgericht door Hermannus Weener en later overgenomen door Johannes Gerhardus Peters (1870 - 1946), maar moest vanwege de sluiting van de Dedemsvaart in 1967 noodgedwongen verhuizen naar Kampen, waar de werf na een faillissement in 2015 werd overgenomen door de Bodewes Group.
Na de Tweede Wereldoorlog verloor het kanaal zijn betekenis voor de scheepvaart. In de jaren zestig van de twintigste eeuw werden grote delen van het kanaal gedempt en zijn er wegen op aangelegd. Zo loopt de N377 gedeeltelijk op het traject van deze vaarweg. Tussen Hasselt en Nieuwleusen en bij Dedemsvaart en Lutten zijn nog gedeelten van deze vroegere vaart open. Aan dit kanaal zijn in Dedemsvaart een aantal monumentale panden gevestigd.

## Trivia
- Museum Palthehof heeft in 2009 de jaarlijkse tentoonstelling gewijd aan het kanaal. Aan de hand van verhalen van vroegere bewoners aan de vaart werd het boekje 'kanalenverhalen' uitgebracht. Ook werd er een boekje 'kanaalgeschriften' over het wel en wee van het kanaal uitgebracht.

- Tussen 1867 en 1938 was ter hoogte van de draaibrug van de spoorlijn Arnhem - Leeuwarden het station Dedemsvaart.